# Gary White
Gary White (født 25. juli 1974) er en engelsk tidligere fodboldspiller.